# Talajotická kultura
Talajotická kultura (nebo Talajotické období) byla společností, která existovala na ostrovech Mallorca a Menorca během doby bronzové a doby železné. Její původ sahá do konce druhého tisíciletí před Kristem. Její jméno je odvozeno od talajotů, stavebních struktur, která po sobě tato kultura zanechala. V roce 2023 byla řada talajolických lokalit na Menorce zapsána na seznam světového dědictví UNESCO pod názvem „Prehistorická talajotická naleziště na Menorce“. 
Archeologické vykopávky ukazují, že talajoty začaly být budovány na začátku prvního tisíciletí před Kristem. Nejpravděpodobněji se tato kultura vyvinula pozvolna z místní předtalajotické kultury. Vnější vliv nemůže být však zcela vyloučen. První známky rozvoje této kultury se objevují na konci druhého tisíciletí před Kristem, když byla ostrovní společnost ohrožována růstem populace, neefektivní produkcí potravin a limitovaným životním prostorem. Původní zemědělské techniky totiž byly založeny na vypalování a rozorání nové půdy. Prvními velkými monumenty na Mallorce jsou předtalajotské stupňovité tumuly (Túmulos Escalonados), které mají pohřební účel. Mnoho těchto tumulů je spojeno s hypogey z doby bronzové. Na začátku prvního tisíciletí se objevují na Mallorce talajoty, a to buď jako izolované označení hranic anebo v obcích, či nejčastěji seskupené v obřadních centrech. Na Mallorce byla tato obřadní centra stejně rozsáhlá jako obce samotné.
Existovaly také chrámy. Ty umístěné v obcích byly malé a měly jen jeden sloup v interiéru, ale ty v krajině byly mnohem větší (10-15 metrů) a měly zpravidla více sloupů. K pohřbům sloužily jeskyně a hypogea, která byla mnohem větší než ta z doby bronzové a někdy měla do skály tesané sloupy. Velkým pohřebištěm byla nekropole Son Real, kde byly postaveny tomby podobné malým talajotům. Vývoj na ostrově Menorca byl podobný, ale některá města zde jsou mnohem větší než na Mallorce. Vyjma talajotů, monumenty na Menorce překonávají ty z Mallorky. Objevují se zde tomby ve tvaru navet a obřadní monumenty typu Taula (taula znamená v Katalánštině stůl).
Talajotická kultura byla ukončena punskou kolonizací. Za jejím zánikem mají být stejné důvody, které stály u jejího vzniku.

## Talajoty
Talajoty (talaioty nebo též talayoty) jsou kamenné megality doby bronzové a železné na výše uvedených ostrovech z doby talajotické kultury. Datovány jsou do pozdního 2. tisíciletí před Kristem a raného 1. tisíciletí před Kristem. Existuje jich nejméně 274 (dle jiných údajů více než 400 jen na Mallorce). Některé z nich měly obrannou funkci, u dalších není jejich použití jasné. Někteří věří, že sloužily jako pozorovatelny nebo signální věže, jako na Menorce, kde tvoří síť. Zdejší tajaloty jsou mnohem méně náchylné ke zvětrávání než ty na Mallorce. Přesto se v nich našlo velmi málo archeologických nálezů, což vede historiky k tomu, že věří, že ekonomika Menorcy byla chudší než ekonomika Mallorcy. Jiní pokládají osaměle stojící talajoty za mezníky vymezující vlastnictví. Talajoty v lokalitě Son Fornés (Mallorca) sloužily i jako shromažďovací místnosti, centra pro distribuci jídla a snad i místa pro politická a náboženská shromáždění. Za obydlí sloužily obyvatelům běžné domy o jedné či několika místnostech. V předtalajotické době bydleli obyvatelé v tzv. navetách, megalitických kamenných stavbách ve tvaru převráceného trupu lodě.
Talajoty jsou kamenné věže z velkých kamenů, zpravidla kruhového půdorysu, někdy i pravoúhlého půdorysu. Uprostřed mají místnost zpravidla s pilířem, který nesl dřevěný strop z olivových trámů, pokrytý proutím, mazanicí a malými kameny. Přístup k vnitřní místnosti byl koridorem ve stěně. Talajot v lokalitě Son Fornés měl průměr 17 metrů a je největším na Mallorce. Talajoty se podobají, ale nejsou příbuzné nuraghům na Sardinii, torrům na Korsice a sesům na ostrově Pantelleria. Tyto megalitické stavby jsou většinou starší než talajoty.

## Seznam významných lokalit
- Capocorb Vell, 12 km jižně od města Llucmajor, Mallorca: pět talaiotů s vesnicí.
- Ses Païsses, blízko města Artà, Mallorca: talajot s opevněnou vesnicí.
- Son Fornés, 2.5 km severně od města Montuïri: tři talajoty s vesnicí s talajotickými, post talajotickými a římskými domy.
- Son Real, blízko obce Can Picafort na pobřeží: rozsáhlá nekropole.
- Son Ferer, ve stejnojmenné obci: stupňovitý talajot s nekropolí a hypogeem.
- Puig de sa Morisca, u města Santa Ponca: archeologický park s talajoty, talajotskými vesnicemi a středověkými maurskými vykopávkami.
- Son Olesa dolmen, Mallorca.
- Bocchoris, Mallorca.
- Talatí de Dalt, Menorca.
- Trebalúger, Menorca.
- Trepucó, Menorca.
- Torre d'en Galmés, Menorca.